# Habrotrocha vicina
Habrotrocha vicina is een raderdiertjessoort uit de familie Habrotrochidae. De wetenschappelijke naam van deze soort is voor het eerst geldig gepubliceerd in 1980 door Donner.